# Vây giảm lắc

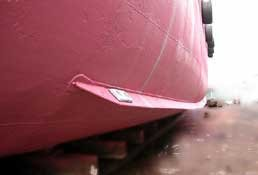
Một vây giảm lắc

Một vây giảm lắc được sử dụng để làm giảm chuyển động lắc ngang của tàu. Các vây đáy tàu này được sử dụng theo cặp (mỗi vây cho mỗi bên của con tàu). Một con tàu có thể có nhiều hơn một vây mỗi bên, nhưng điều này rất hiếm. Bilge keels là hệ thống ổn định thụ động.
Trên vận chuyển thương mại, vây giảm lắc thường có dạng dải mảnh hoặc sống tàu nhỏ chạy dọc theo phần lớn chiều dài thân tàu. Chúng thường được trang bị một ở mỗi bên, thấp xuống ở phía thân tàu, để không làm tăng mớn nước của tàu. Trong các tàu chiến, chúng thường khá lớn và được sử dụng như một phần của hệ thống chống ngư lôi.
Một vây giảm lắc thường có hình chữ "V", được hàn dọc theo chiều dài của con tàu tại đường gấp của đáy tàu. Mặc dù không hiệu quả bằng  vây ổn định, nhưng vây có một lợi thế lớn do tác động thấp của chúng đối với việc sắp xếp bên trong tàu. Không giống như vây ổn định, vây giame lắc không có bất kỳ thành phần nào bên trong thân tàu, không gây ảnh hưởng đến không gian hàng hóa hoặc không gian sử dụng. Giống như vây ổn định, vây giảm lắc có nhược điểm là tăng sức cản thủy động của tàu, do đó cản trở chuyển động về phía trước.

## Thiết kế cân nhắc
Khi thiết kế một vây giảm lắc, có những điều sau cần được cân nhắc. Để giảm thiểu sức cản thủy động nên đặt vây tàu dọc theo các của dòng chảy nơi nó không cắt qua các dòng chảy. Đối với việc sử dụng như vậy, các đầu của vây phải được làm thon và chuyển tiếp trơn tru với thân tàu. Ngoài ra, vây giảm lắc không nên nhô ra khỏi thân tàu quá dài, vây có thể bị hỏng khi tàu nằm cạnh cầu tàu. Vây giảm lắc trên các tàu thương mại cũng không nên nhô ra dưới đường cơ sở, nơi chúng có thể bị hư hỏng hoặc bị vướng vào nền đất. Lưu ý rằng các vây nhỏ thường được trang bị cho các tàu đánh cá nhỏ hơn một cách chính xác để bảo vệ thân tàu khi để khô trên cạn và để giúp tàu đứng thẳng.

## Hiệu quả
Một keel đáy được xây dựng từ mặt đáy tàu để làm một vật cản mạnh chuyển động lắc của tàu. Vây giảm lắc có tác dụng giảm lắc cho tàu nhiều hơn so với một con tàu trần thiếu các thiết bị giảm lắc khác. Vây giảm lắc cũng có thể được sử dụng cùng với các thiết bị giảm lắc khác.

## Trên du thuyền
Những chiếc vây giảm lắc thường được trang bị cho những chiếc du thuyền nhỏ. Vây giảm lắc tạo ít sức cản  so với một sống vây do đó cho phép nó di chuyển trong vùng nước nông hơn. Vây giảm lắc trên du thuyền buồm kéo dài qua điểm thấp nhất của thân tàu. Cách sắp xếp như vậy cũng cho phép tàu đứng thẳng trên cát hoặc bùn cứng khi ủi lên bãi mà không cần chân tháo rời, và đơn giản hơn so với các vây có thể thu vào trong khi bảo vệ thân tàu tốt hơn. Vây giảm lắc không hiệu quả như sống vây trung tâm trong việc ngăn chặn sự trôi dạt (trượt ngang) do gió giật nhưng được nhiều chủ sở hữu thủ công nhỏ ưa thích do những ưu điểm khác của chúng.